# Corinnomma suaverubens
Corinnomma suaverubens là một loài nhện trong họ Corinnidae.
Loài này thuộc chi Corinnomma. Corinnomma suaverubens được Eugène Simon miêu tả năm 1896.